# Teodorico II da Lorena
Teodorico II da Lorena "o Valente"  (1050 — 30 de dezembro de 1115) foi duque da Lorena de 1070 até 1115, ano da sua morte.

## Relações familiares
Foi filho de Gerardo I da Lorena "o Grande", duque da Lorena e de Edviges de Namur. Casou-se por duas vezes, a primeira com Edviges de Formbach (c. 1040 - 1090), filha de Frederico de Formbach, Conde de Formbach e de Gertrudes de Haldensleben (? - 21 de fevereiro de 1116) de quem teve:
1. Simão I da Lorena (1076 — 13 de janeiro de 1138), duque da Lorena casado com Adelaide de Lovaina, filha de Henrique III de Lovaina.
2. Gertrude da Lorena (? — 1144), que ao tornar-se adulta mudou o seu nome para Petronila, nome derivado de Pedro = Pedra, como demonstração de fidelidade para com a Santa Sé. Casou-se com Florêncio II, Conde da Holanda (? — 1122.

O segundo casamento foi em 1095 com Gertrudes da Flandres (1080 — 1117), filha de Roberto I da Flandres "o Frísio", conde da Flandres, de quem teve:
1. Gisele de Lorena casada com Frederico I de Saarbrücken, conde de Saarbrücken.
2. Ermengarda da Lorena casada com Bernardo de Brancion, Senhor de Brancion.
3. Teodorico da Alsácia (1110 — 1168), Senhor de Bitche e mais tarde conde da Flandres casado com Sibila de Anjou (1112 - 1165), filha de Fulco V de Anjou (1092 - 13 de novembro de 1143) e de Ermengarda do Maine (1069 - 1126).
4. Henrique I de Toul (? — 1165), Bispo de Toul.
5. Ida da Lorena, casou com Sigefroy de Burghausen  (? — 1104), conde de Burghausen.
6. talvez mais uma filha.